# Калинкин, Иван Алексеевич
Иван Алексеевич Кали́нкин (23 июня 1935 года в Челдаево — 18 июня 2012) — советский эрзянский писатель, поэт, редактор, член Союза писателей СССР, Заслуженный работник культуры Российской Федерации (1995).

## Биография

### Ранние годы
Родился в деревне Челдаево (Инзенский район, Ульяновская область) в крестьянской семье. Отец погиб в 1944 году на фронте, в том же году Иван с матерью переехал в Мордовскую АССР, в Большеигнатовский район. Жил в посёлках Семёновка и Коммунары и в селе Большое Игнатово. Окончил Спасскую среднюю школу Большеигнатовского района и Ардатовскую культпросветшколу. После службы в армии устроился работать заведующим клубом в селе Старое Чамзино (1956—1959).

### Журналистская деятельность
С марта 1959 года сотрудник редакции газеты «Знамя труда» Большеигнатовского района. Позже занимал должность литработника ардатовской газеты «Маяк», ромодановской «Победы» и заведующего отдела большеигнатовской газеты «Восход». В 1970 году окончил Горьковский социально-политологический институт и в том же году стал редактором «Восхода». С 1972 года проживает в Саранске и работает в печатных изданиях заведующим отделом республиканской «Эрзянь правда», литработником и ответственным секретарем журнала «Сятко» («Искра»). Член Союза писателей СССР с 1976 года, главный редактор журнала «Сятко» в 1977—1984 годах. Председатель правления Союза писателей Мордовской АССР с июня 1984 года.

### Литературная деятельность
Первое стихотворение Калинкина «Почтальонка» опубликовано в 1956 году в журнале «Сурань толт» («Сурские огни»). Всего за свою карьеру выпустил 19 книг стихов и поэм и роман в стихах «Ава ды лей» («Женщина и река»). Первая книга «Зорянь мизолкст» («Улыбки зари») издана в Саранске в 1969 году и посвящена людям труда и природе Мордовии. Другие книги — «Маней пиземе» («Слепой дождь»), «Сырнень сюлмо» («Золотой узел»), «Лемзеркс чире» («Черемуховый берег»), «Зеленые костры», «Кизэнь менель» («Летнее небо») и «Надежда». Роман в стихах «Ава ды лей» («Женщина и река») описывает судьбы жителей эрзянской деревни Челдаево (Чей), в том числе и хлеборобов. Русский перевод был издан в 1998 году, а в 2003 году издан первый том трёхтомного собрания сочинений на эрзянском языке.
Русские переводы стихов Калинкина опубликованы в газетах «Литературная газета» и «Литературная Россия», журналах «Наш современник», «Дружба народов», «Нева», «Волга» и «Огонёк». В центральных издательствах опубликованы книги «Черемуховый берег» и «Зелёные костры», а также изданы книги очерков о Героях Советского Союза «Дорогами испытаний» и повестей «Васолонь ки лангсо» («В дальней дороге»). Калинкин также считается автором первых сонетов на эрзянском языке и составителем первых венков сонетов, среди которых выделяются «Ине Эрьзянень пшкадема» («Обращение к великому Эрьзе»), «Ояксчинь цецят» («Цветы дружбы»), «Сюконямо», «Лецтнемань васолкст» («Далекие воспоминания»).

### Награды
Иван Калинкин награждён в 1990 году Государственной премией Мордовской АССР за сборники стихов и поэм «Пиче вирь» («Сосновый бор»), «Цветы дружбы», «Песни с берегов Суры и Мокши». Обладает званиями Народного писателя Мордовии, Заслуженного поэта Мордовии (1990) и Заслуженного деятеля культуры Российской Федерации. Избирался депутатом Верховного Совета Мордовии и секретарём правления Союза писателей Российской Федерации. Награжден орденом «Знак Почета».